# Certhia manipurensis
Il rampichino del Manipur o rampichino di Hume (Certhia manipurensis Hume, 1881) è un uccello passeriforme della famiglia Certhiidae.

## Descrizione

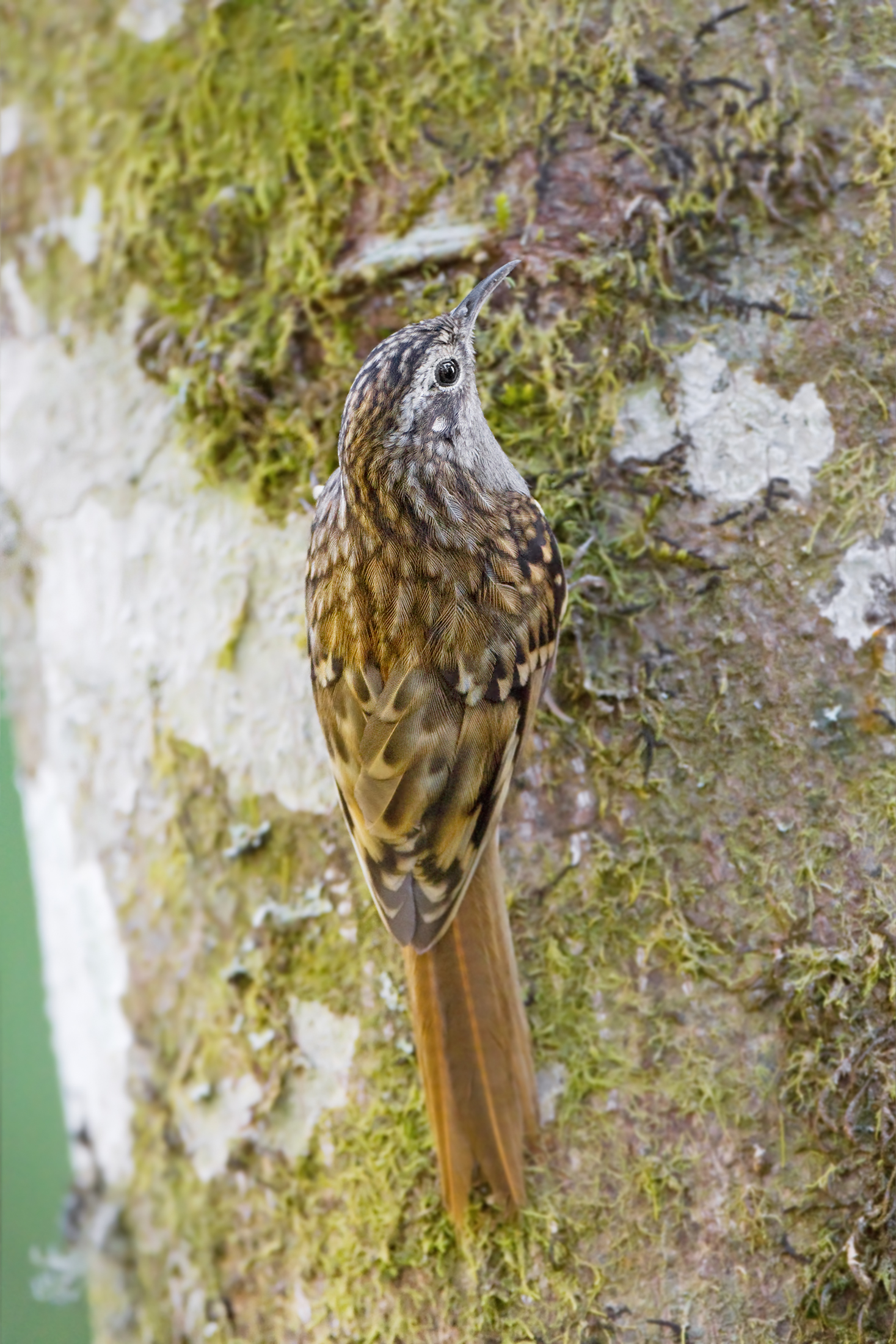
Esemplare a Chiang Mai.

### Dimensioni
Misura 14 cm di lunghezza, per 9-11 g di peso.

### Aspetto
Si tratta di uccelletti dall'aspetto paffuto e arrotondato, muniti di grossa testa piriforme (arrotondata sulla nuca e allungata nel senso del becco) che sembra incassata direttamente nel torso, becco piuttosto lungo e sottile incurvato verso il basso, ali appuntite, coda squadrata piuttosto lunga e dalle penne rigide e forti zampe dalle lunghe dita artigliate.
Il piumaggio è grigio-biancastro con orli delle penne nerastri su fronte, vertice, nuca, dorso e ali: su queste ultime parti le singole penne sono munite di accentuate sfumature di color ocra-arancio, ed anche il codione, il sottocoda e la coda sono di questo colore. La faccia presenta mascherina di colore bruno scuro fra i lati del becco e l'area delle orecchie, mentre il sopracciglio è biancastro e la gola ed il petto sono di color grigio topo, con sfumature color beige chiaro: il ventre e i fianchi sono invece bianco-grigiastri.
Il becco è nerastro superiormente e grigio-avorio inferiormente: gli occhi sono di color bruno scuro, mentre le zampe sono di color carnicino.

## Biologia
Si tratta di uccelli diurni e tendenzialmente solitari (ma che si muovono in coppie durante la stagione degli amori, talvolta con al seguito i giovani della nidiata in procinto di rendersi indipendenti), che passano la maggior parte della giornata percorrendo tronchi e rami degli alberi alla ricerca di cibo, utilizzando la coda rigida come punto d'appoggio durante le soste e i lunghi artigli ricurvi per tenere salda la presa.
I richiamo di questi uccelli è formato dalla ripetizione continua di due note, una ascendente e l'altra discendente, a un ritmo di 5-7 coppie al secondo.

### Alimentazione
La dieta di questi uccelli è insettivora, componendosi dei piccoli insetti ed artropodi rinvenuti ispezionando col sottile becco ricurvo le spaccature della corteccia.

### Riproduzione
La stagione riproduttiva si estende verosimilmente fra aprile e maggio: non si conosce per il momento altro circa le abitudini riproduttive di questi uccelli, che tuttavia molto verosimilmente non differiscono in maniera significativa da quelle degli altri rampichini.

## Distribuzione e habitat
A dispetto del nome comune e del nome scientifico, il rampichino del Manipur non abita solo il Manipur, ma è diffuso nella fascia di confine fra l'India e la Birmania fino al centro di quest'ultima, nonché in maniera molto frammentata nelle aree montuose fra Birmania orientale, sud della Cina e Laos, e nel Vietnam settentrionale e sud-orientale.
L'habitat di questi uccelli è rappresentato dalla foresta umida sempreverde di collina, generalmente a prevalenza di pini.

## Tassonomia
Se ne riconoscono quattro sottospecie:
- Certhia manipurensis manipurensis Hume, 1881 - la sottospecie nominale, diffusa in Manipur, Mizoram, stato Chin e Arakan;
- Certhia manipurensis shanensis Baker, 1930 - diffusa in Birmania nord-orientale, Yunnan meridionale (dai monti Gaoligong a Baoshan), Thailandia settentrionale e massiccio del Fan Si Pan, nel Tonchino;
- Certhia manipurensis laotiana Delacour, 1951 - endemica dell'altopiano di Xiangkhoang;
- Certhia manipurensis meridionalis Robinson & Kloss, 1919 - endemica dell'area di Da Lat, nel sud dell'Annam;

In passato considerate sottospecie del rampichino del Sikkim, in virtù delle differenze di colorazione e soprattutto a livello di vocalizzazioni le popolazioni birmane e indocinesi sono state raggruppate in una specie a sé stante.

Lo status tassonomico delle popolazioni dell'Arakan (ascritte alla sottospecie nominale) è ancora incerto.